# Pseudoplatystoma corruscans
Pseudoplatystoma corruscans, também conhecido como pintado, surubim-caparari, caparari, brutelo, loango, e moleque, é um peixe de água doce que pertence à família dos Pimelodídios.

## Hábitat
O Pintado habita as calhas dos rios das bacias do São Francisco, Rio Negro, Paraná e Prata embaixo de malhas de aguapés e camalotes e em bocas de corrichos. Tem o hábito noturno.

## Descrição

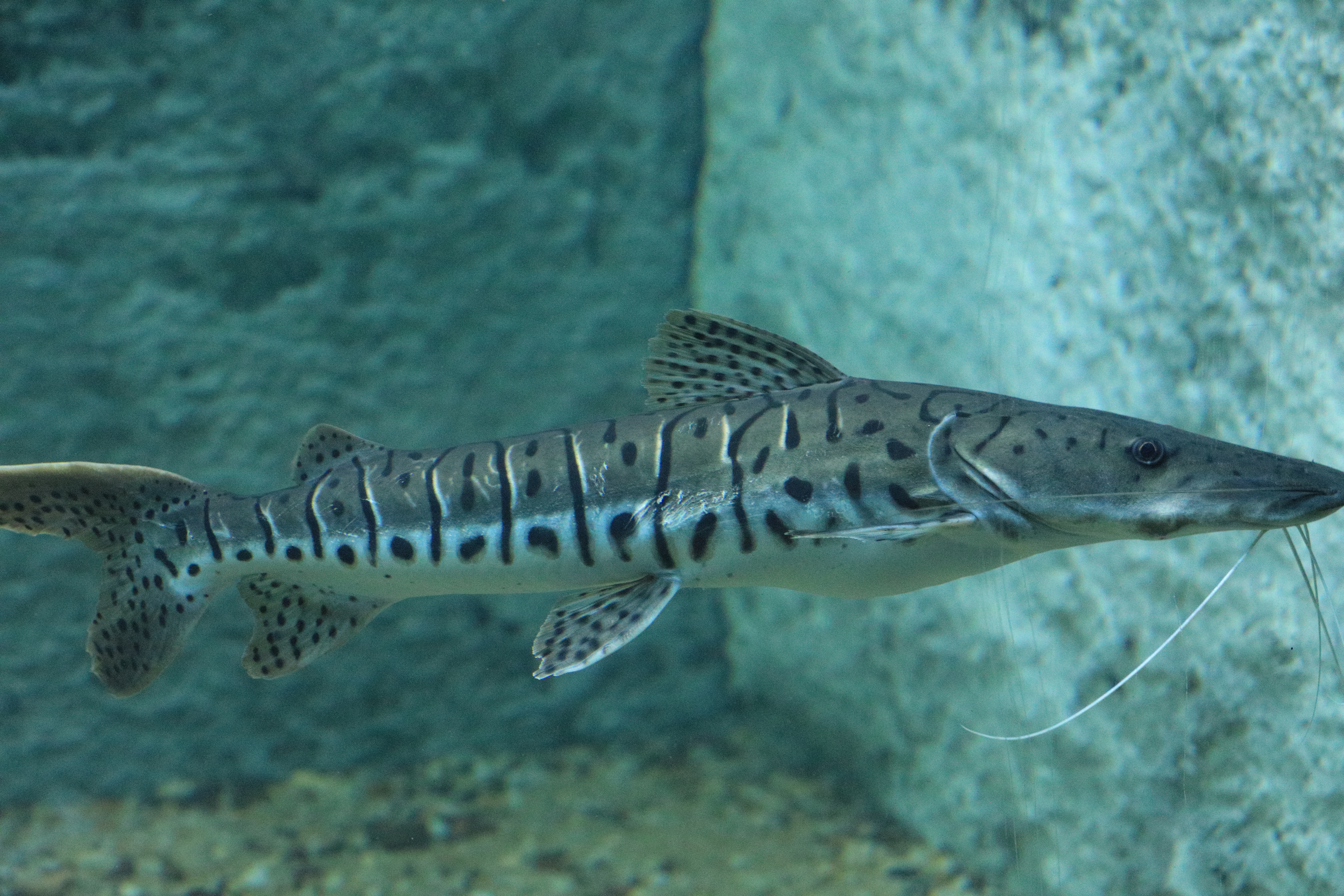

O macho alcança até 180 cm comprimento e um peso máximo de 86 kg. Tem uma cabeça mais larga que as outras espécies de Platystoma, e suas características mais importantes são os múltiplos pontos pretos desenhados em sua pele que é acinzentada no dorso e esbranquiçada no ventre, e barbatanas com um tom avermelhado. Apresenta longos barbilhões.

## Alimentação
É um peixe carnívoro, alimentando-se principalmente da tuvira, minhocuçu, curimbatá e pequenos peixes. Pode ser utilizado no controle de população de tilápias em açudes e tanques.

## Culinária
Faz parte da cultura dos povos indígenas locais, tendo pratos feitos com este peixe, que é muito apreciado por não conter quase espinhas e carne branca e bem macia. Dentre os pratos regionais está a mujica de pintado, servida em peixarias em Cuiabá, consistindo em um caldo de mandioca com o peixe cozido de sabor leve, e temperado com refogado e cebolinha. Outra maneira de comê-lo é cozinhar com molho ou frito empanado.